# Brognon (Côte-d'Or)
Brognon é uma comuna francesa na região administrativa da Borgonha-Franco-Condado, no departamento de Côte-d'Or. Estende-se por uma área de 6,31 km². Em 2010 a comuna tinha 316 habitantes (densidade: 50,1 hab./km²).